# 三川軍一
三川軍一（1888年8月29日—1981年2月25日），日本帝国海軍將官，廣島縣出身，最終階級是海軍中將。其指挥著名戰役為1942年8月8日在瓜达尔卡纳尔岛海域發生的「薩伏島海戰」，作戰中率領日軍艦隊90分鐘內击沉盟軍4艘巡洋艦。

## 經歷
1888年8月29日出生在广岛县。廣島縣一中畢業，于1910年7月海軍兵學校38期畢業。1913年-1914年入水雷学校和炮术学校普通科受训。1916年入海军大学乙种班。1918年3月派驻法国。1920年5月任战舰“榛名”分队长。1920年-1922年分别任轻巡洋舰“龙田”,巡洋战舰“生驹”,布雷舰“阿苏”等舰航海长。1922年12月晋升海军少佐。1924年11月海军大学甲种班22期毕业。
1928年12月再次派驻法国，1929年任国际联盟海军代表隨員。1930年任日本駐法國大使館武官，同年12月晋升海军大佐。1931年12月1日就任海軍兵学校副校长。1934年2月20日任重巡洋舰“青葉”舰长。1934年11月15日任重巡洋舰“鸟海”舰长。1935年11月15日任战列舰“雾岛”舰长。1936年12月1日晋升海军少将，调任第二舰队参谋长。1937年11月15日任军令部第二部部长。1939年-1941年先后任第七战队、第五战队司令官。1940年11月15日晋升海军中将。

### 太平洋战争
1941年9月6日任第三战队司令官。太平洋戰爭開戰時第3戰隊隶属第一航空舰队，1941年12月8日參加袭击珍珠港作战，三川军一是向第一航空舰队司令官南雲忠一提出进行第三波攻击建议的人之一，南云未予采纳按计划脱离返航。1942年先后参加支援进攻拉包尔、爪哇以及印度洋空袭的作战行动。1942年6月5日至7日指挥第三戦隊所属战列舰“金剛”“比叡”编入攻略部隊（司令官近藤信竹中将）参加中途岛海战。
1942年7月调任新成立的第八艦隊（担负外南洋作战任务）司令長官，1942年8月美军在所罗门群岛的瓜达尔卡纳尔岛登陆，三川亲自率领第八舰队出击，由旗舰重巡洋舰“鸟海”带领第六战队（五藤存知少将指挥）的“青叶”“古鹰”“加古”“衣笠”四艘重巡洋舰以及轻巡洋舰“天龙”“夕张”，在1942年8月8日半夜的第一次索羅門群島海戰获得勝利，在90分钟内接连将盟军的四艘重巡洋舰击沉，并重创重巡洋舰一艘。雖然在第一次所罗门海战中率領第八艦隊攻擊盟軍巡洋艦隊并獲得優秀戰果，但是因为担忧美军航空母舰空袭，为能天亮前撤出空袭范围而下令撤退，在戰場上放過了登陆運輸艦队，使得1萬9千名盟軍部隊登陸成功，並佔領圖拉吉島，因此在战后遭到批评，联合舰队司令长官山本五十六大将虽然给予了嘉奖，但对三川没有乘胜扩大战果打击美军运输船队却不满意。使其作為一名艦隊指揮官的評價一直沒有明確定論。在瓜达尔卡纳尔岛战役期间三川军一指挥的第8舰队之水雷战队驱逐舰经常于晚间前往瓜达尔卡纳尔岛支援并于天明前返航，从而最大限度地减少了受到瓜达尔卡纳尔岛上亨德森机场的美军飞机空中攻击的危险。1942年11月12日至15日第三次所罗门海战期间，于13日夜间三川指挥4艘重巡洋舰“鸟海”“衣笠”“摩耶”“铃谷”和2艘轻巡洋舰以及驱逐舰组成炮击编队成功炮轰了亨德森机场。
1943年4月调任日本海軍航海學校校长，之後1943年9月至1944年先后就任第二南遣艦隊司令長官、南西方面艦隊以及第13航空艦隊司令長官、第三南遣艦隊司令長官。1945年5月轉为预备役。

## 年表
- 1910年7月－海軍兵學校畢業（38期）
- 1913年12月－晉升海軍中尉、日本海軍水雷學校普通科學生
- 1914年5月－日本海軍砲術學校普通科學生
- 1916年－進級海軍大尉、日本海軍大學校乙種學生（航海）
- 1917年5月－ 日本海軍大學校専修學生
- 1922年12月－升等為海軍少佐
- 1924年11月－海軍大學畢業（甲種22期）
- 1928年12月－再度法國派遣後、國際聯盟海軍代表隨員（1929）
  - 駐法國大使館武官（1930）
- 1930年12月－進級海軍大佐
- 1931年12月1日－就任海軍兵學校教官
- 1936年12月1日－進級海軍少將、就任第2艦隊參謀長
- 1937年11月15日－就任軍令部第二部長
- 1939年11月15日－就任第7戰隊司令官
- 1940年11月1日－就任第5戰隊司令官
- 1940年11月15日－進級海軍中將
- 1941年9月6日－就任第3戰隊司令官
- 1941年12月8日－參加偷襲珍珠港的行動
- 1942年3月－參加爪哇海掃討戰
- 1942年7月14日－擔任第8艦隊指揮官
- 1942年8月－參加薩沃島海戰
- 1942年11月12日－15日 - 參加瓜達爾卡納爾海戰
- 1943年4月20日－就任日本海军航海學校校長
- 1943年9月3日－就任第2南遣艦隊司令長官
- 1944年6月－就任南西方面艦隊司令長官兼第13航空艦隊司令長官
- 1944年8月－就任第3南遣艦隊司令長官
- 1944年11月1日－出仕軍令部
- 1945年1月－待命
- 1945年5月21日－編入預備役

## 艦隊經歷
- 1912年12月－戰艦「金剛」艦員
- 1913年7月－巡洋艦「宗谷」艦員
- 1914年12月－巡洋艦「阿蘇」艦員
- 1916年2月－驅逐艦「杉」艦員
- 1917年12月－運送艦「青島」航海長
- 1920年5月－戰艦「榛名」分隊長
- 1920年7月－輕巡「龍田」航海長
- 1921年11月－巡洋戰艦「生駒」航海長
- 1922年5月－敷設艦「阿蘇」航海長
- 1931年8月15日－「早鞆」特務艦長
- 1934年2月20日－巡洋艦「青葉」艦長
- 1934年11月15日－巡洋艦「鳥海」艦長
- 1935年11月15日－戰艦「霧島」艦長

## 關連書籍
- ／平塚柾緒／草思社（1995年10月）

## 關連項目
- 大日本帝國海軍軍人列表